# Gakuen Idolmaster
Gakuen Idolmaster là một tựa game spin-off của loạt thương hiệu truyền thông The Idolmaster đến từ Nhật Bản, trò chơi do QualiArts phát triển và được Bandai Namco Entertainment phát hành. Trò chơi chính thức ra mắt tại Nhật Bản vào ngày 16 tháng 5 năm 2024 trên cả hai nền tảng iOS và Android.

## Bối cảnh và lối chơi
Trò chơi lấy bối cảnh tại học viện Hatsuboshi, một học viện chuyên về đào tạo thần tượng. Người chơi vào vai một cậu học viên thuộc khoa sản xuất của trường và đảm nhận vai trò đào tạo một trong mười nữ sinh đang theo học tại khoa thần tượng.
Là một trò chơi thuộc thể loại xây dựng thẻ bài kiểu roguelike. Trong mỗi vòng chơi thuộc phần giả lập đào tạo cho thần tượng của mình, người chơi có thể nâng cao chỉ số cho thần tượng thông qua các buổi học hay sử dụng một bộ bài kỹ năng. Mục tiêu là giúp cô ấy vượt qua những kỳ thi giữa kỳ và cuối kỳ, cũng như biểu diễn trong buổi concert cuối khóa. Mỗi một lá bài kỹ năng trong một bộ bài sẽ có những hiệu ứng khác nhau, chẳng hạn như tăng chỉ số hoặc hồi năng lượng hay tiêu tốn thể lực khi sử dụng. Người chơi có thể nâng cấp bộ bài, cũng như thu thập thêm P-item hoặc đồ uống thông qua các buổi tư vấn với giáo viên, v.v.
Trò chơi yêu cầu người chơi thực hiện lặp lại quá trình đào tạo nhiều lần. Từ đó có thể nâng cao mức độ thân thiết với các thần tượng cũng như tâng cấp tài khoản. Ngoài ra còn có thể mở thẻ hỗ trợ hoặc thẻ kỹ năng mới cũng như nâng cấp những thẻ người chơi đã thu thập được trước đó.

## Phát triển
Vào ngày 25 tháng 7 năm 2023, trong buổi phát sóng trực tiếp kỷ niệm 18 năm của thương hiệu The Idolmaster, một thương hiệu mới thuộc thương hiệu truyền thông The Idolmaster đã được công bố và khởi đầu bằng một tựa game di động. Đồng thời, Komino Hidefumi được hé lộ rằng anh sẽ là người đảm nhận vai trò sản xuất cho dự án khởi đầu của thương hiệu mới này. Dự án này đã được khởi động từ gần năm năm trước. Thương hiệu mới khi này chưa được đặt tên và sẽ là thương hiệu thứ sáu của toàn bộ series, sau The Idolmaster gốc, Cinderella Girls, Million Live!, SideM và Shiny Colors.
Tên chính thức của trò chơi, Gakuen Idolmaster, cùng với video quảng bá đầu tiên đã được công bố trong buổi livestream vào ngày 5 tháng 3 năm 2024. Trong sự kiện này, đội ngũ sản xuất và dàn diễn viên lồng tiếng cũng được giới thiệu. Kịch bản trò chơi do các tác giả light novel Fushimi Tsukasa, Shimizu Yū, và Amamiya Kazuki chấp bút. Thiết kế nhân vật ban đầu được thực hiện bởi Minamino Aki và Hechima. Trò chơi dự kiến sẽ phát hành vào quý 2 cùng năm.

### Dàn diễn viên
Buổi tuyển chọn dàn diễn viên lồng tiếng cho các thần tượng đã được tổ chức vào năm 2021. Đến ngày 5 tháng 3 năm 2024, ba trong số chín thần tượng cùng với các diễn viên lồng tiếng của họ đã được công bố.
Mười nữ thần tượng xuất hiện trong trò chơi bao gồm:
- Hanami Saki (花海咲季?) được lồng tiếng bởi Nagatsuki Aoi
- Tsukimura Temari (月村手毬?) được lồng tiếng bởi Ojika Nao
- Fujita Kotone (藤田ことね?) được lồng tiếng bởi Iida Hikaru
- Himesaki Rinami (姫崎莉波?) được lồng tiếng bởi Usui Yuri
- Shiun Sumika (紫雲清夏?) được lồng tiếng bởi Minato Miya
- Shinosawa Hiro (篠澤広?) được lồng tiếng bởi Kawamura Reina
- Katsuragi Lilja (葛城リーリヤ?) được lồng tiếng bởi Hanaiwa Kana
- Kuramoto China (倉本千奈?) được lồng tiếng bởi Itō Mao
- Arimura Mao (有村麻央?) được lồng tiếng bởi Nanase Tsumugi[6][7]
- Hanami Ume (花海佑芽?) được lồng tiếng bởi Matsuda Ayane[8]

Bên cạnh các thần tượng, dàn diễn viên lồng tiếng còn có Ōtsuka Akio trong vai Jūō Kunio, hiệu trưởng của học viện Hatsuboshi. Koga Aoi trong vai Neo Asari, giáo viên thuộc khoa sản xuất. Cùng với Tanaka Minami, Wakai Yūki và Serizawa Yu trong vai các huấn luyện viên.

### Âm nhạc
Các bản nhạc được sử dụng trong trò chơi đều được phát hành thông qua hãng thu âm Asobinotes, một hãng thu âm thuộc sở hữu của Bandai Namco Entertainment. Các bản nhạc được phát hành trong các đĩa đơn sẽ có sự khác biệt so với những bản nhạc được đưa vào sử dụng trong các phân cảnh của buổi hòa nhạc trong trò chơi, theo ý tưởng của QualiArts.
"Campus mode!!" là ca khúc chủ đề kết thúc của trò chơi, người chơi có thể được nghe bài hát này lần đầu khi mức độ hào cảm của một thần tượng bất kỳ đạt đến cấp độ 10. Khi trò chơi mới ra mắt, việc nâng độ hào cảm lên cấp 10 là khá khó khăn, vì vậy trong cộng đồng người hâm mộ, chỉ cần đề cập đến bài hát này cũng được xem là một sự tiết lộ nội dung liên quan đến cốt truyện.

### Đồ họa
Theo lời của Komino Hidefumi, mỗi một mô hình 3D của từng nhân vật trong trò chơi được tạo thành từ 60.000 khối đa giác.

### Câu chuyện
Đây là lần đầu tiên trong lịch sử thương hiệu The Idolmaster có sự tham gia của các tác giả light novel nổi tiếng ngay từ giai đoạn đầu của dự án. Fushimi Tsukasa, tác giả của Oreimo và Eromanga Sensei, ông không chỉ đảm nhận vai trò viết kịch bản mà còn tham gia vào khâu thiết kế nhân vật. Câu chuyện của các nhân vật như: Saki, Temari, Kotone, China và Hiro do Tsukasa chấp bút, trong khi các nhân vật còn lại do Shimizu Yū và Amamiya Kazuki đảm nhiệm.

## Phát hành
Gakuen Idolmaster được phát hành vào ngày 16 tháng 5 năm 2024, dành cho hai hệ điều hành iOS và Android.

## Âm nhạc

### Danh sách đĩa nhạc

#### Đĩa đơn kỹ thuật số
| Tên                                           | Ngày phát hành      | Ca sĩ                                      | Sáng tác lời     | Nhà soạn nhạc    | Hòa âm phối khí                  | Thứ hạng cao nhất trên bảng xếp hạng | Thứ hạng cao nhất trên bảng xếp hạng | Nguồn  |
| Tên                                           | Ngày phát hành      | Ca sĩ                                      | Sáng tác lời     | Nhà soạn nhạc    | Hòa âm phối khí                  | JPN Dig.                             | JPN DL                               | Nguồn  |
| --------------------------------------------- | ------------------- | ------------------------------------------ | ---------------- | ---------------- | -------------------------------- | ------------------------------------ | ------------------------------------ | ------ |
| "Fighting My Way"                             | 16 tháng 5 năm 2024 | Hanami Saki                                | Hiromi           | Giga             | Giga                             | 15                                   | 20                                   | [ 17 ] |
| "Luna say maybe"                              | 16 tháng 5 năm 2024 | Tsukimura Temari                           | Minami           | Minami           | Minami, Mafune Katsuhiro         | 22                                   | 27                                   | [ 19 ] |
| "Sekaiichi Kawaii Watashi" (世界一可愛い私)   | 16 tháng 5 năm 2024 | Fujita Kotone                              | HoneyWorks       | HoneyWorks       | HoneyWorks                       | 31                                   | 37                                   | [ 21 ] |
| "clumsy trick"                                | 16 tháng 5 năm 2024 | Himesaki Rinami                            | Watanabe Shō     | Watanabe Shō     | Nasuno Shinpei                   | 29                                   | 36                                   | [ 22 ] |
| "Tame-Lie-One-Step"                           | 16 tháng 5 năm 2024 | Shiun Sumika                               | Azuma Yūta       | Azuma Yūta       | Azuma Yūta                       | 32                                   | 38                                   | [ 23 ] |
| "Kōkei" (光景)                                | 16 tháng 5 năm 2024 | Shinosawa Hiro                             | Hasegawa Hakushi | Hasegawa Hakushi | Hasegawa Hakushi, Arthur Verocai | 42                                   | 52                                   | [ 26 ] |
| "Hakusen" (白線)                              | 16 tháng 5 năm 2024 | Katsuragi Lilja                            | NayutalieN       | NayutalieN       | NayutalieN                       | 39                                   | 49                                   | [ 27 ] |
| "Wonder Scale"                                | 16 tháng 5 năm 2024 | Kuramoto China                             | Ōhmori Shōko     | Kanematsu Shu    | Kanematsu Shu                    | —                                    | 74                                   | [ 28 ] |
| "Fluorite"                                    | 16 tháng 5 năm 2024 | Arimura Mao                                | Yaginuma Kana    | Moe Shop         | Moe Shop                         | 38                                   | 46                                   | [ 29 ] |
| "Hajime" (初)                                 | 16 tháng 5 năm 2024 | Cả 9 nữ thần tượng                         | Haraguchi Sasuke | Haraguchi Sasuke | Miyakawa Dan                     | 37                                   | 45                                   | [ 30 ] |
| "Ivy" (アイヴイ)                              | 23 tháng 5 năm 2024 | Tsukimura Temari                           | Tsumiki          | Tsumiki          | Tsumiki                          | 25                                   | 26                                   |        |
| "The Rolling Riceball"                        | 1 tháng 6 năm 2024  | Hanami Ume                                 | Satō Takafumi    | Satō Takafumi    | Handa Akinori                    | 48                                   | 56                                   | [ 35 ] |
| "Kanaetai, Kotabakari" (叶えたい、ことばかり) | 3 tháng 6 năm 2024  | Tsukimura Temari                           | Tanaka Tōma      | Tanaka Tōma      | Tanaka Tōma                      | 18                                   | 23                                   | [ 37 ] |
| "Campus mode!!"                               | 10 tháng 6 năm 2024 | Cả 9 nữ thần tượng                         | Tabuchi Tomoya   | Tabuchi Tomoya   | Takizawa Shunsuke                | 13                                   | 15                                   |        |
| "Yellow Big Bang!"                            | 11 tháng 6 năm 2024 | Fujita Kotone                              | Yaginuma Kana    | Seo Shōtaro      | Seo Shōtaro                      | 21                                   | 21                                   |        |
| "Boom Boom Pow"                               | 20 tháng 6 năm 2024 | Hanami Saki                                | Kentz            | Kentz            | Kentz, Ereca                     | 23                                   | 24                                   |        |
| "Kimi to Semi Blue" (キミとセミブルー)        | 2 tháng 7 năm 2024  | Himesaki Rinami, Arimura Mao, Shiun Sumika | Itsukioto        | Mitsumasu Hajime | Mitsumasu Hajime                 |                                      |                                      |        |

#### Đĩa đơn CD
| Tên                        | Ngày phát hành      | Ca sĩ            | Nguồn |
| -------------------------- | ------------------- | ---------------- | ----- |
| "Fighting My Way"          | 7 tháng 8 năm 2024  | Hanami Saki      |       |
| "Luna say maybe"           | 7 tháng 8 năm 2024  | Tsukimura Temari |       |
| "Sekaiichi Kawaii Watashi" | 7 tháng 8 năm 2024  | Fujita Kotone    |       |
| "Hakusen"                  | 28 tháng 8 năm 2024 | Katsuragi Lilja  |       |
| "Wonder Scale"             | 28 tháng 8 năm 2024 | Kuramoto China   |       |
| "clumsy trick"             | 28 tháng 8 năm 2024 | Himesaki Rinami  |       |
| "Fluorite"                 | 25 tháng 9 năm 2024 | Arimura Mao      |       |
| "Tame-Lie-One-Step"        | 25 tháng 9 năm 2024 | Shiun Sumika     |       |
| "Kōkei"                    | 25 tháng 9 năm 2024 | Shinosawa Hiro   |       |

### Album
| Tên                                                                                                 | Ngày phát hành      | Nguồn |
| --------------------------------------------------------------------------------------------------- | ------------------- | ----- |
| Season Solo Collection Vol.1: Kimi to Semi Blue (Season Solo Collection Vol.1 「キミとセミブルー」) | 14 tháng 8 năm 2024 |       |

### Sự kiện biểu diễn trực tiếp
Tour diễn trực tiếp đầu tiên mang tên "Gakuen Idolmaster: Debut Live Hajime Tour" đã bắt đầu vào tháng 8 năm 2024 và dự kiến sẽ kết thúc vào tháng 2 năm 2025.

## Truyền thông
Một bản chuyển thể manga do tác giả của Smile Down the Runway là Inoya Kotoba chắp bút và được vẽ minh họa bởi Okino Yuu, được công bố vào ngày 8 tháng 5 năm 2024. Sau đó, bộ manga được bắt đầu phát hành dài kỳ trên tạp chí Weekly Shōnen Champion trong cùng một năm. Nhân vật chính của bản chuyển thể này là Fujita Kotone.
Một chương trình radio có tên Hatsuboshi Gakuen Ongaku-bu (初星学園音楽部 n.đ. 'Câu lạc bộ Âm nhạc Học viện Hatsuboshi') đã chính thức ra mắt trên Apple Music vào ngày 18 tháng 5 năm 2024 với người dẫn chương trình là Tomita Akihiro.

## Đón nhận
Theo Oricon, Gakuen Idolmaster đứng thứ nhất trong bảng xếp hạng hàng tuần về số lượt tải tải xuống của những trò chơi miễn phí trên nền tảng App Store trong tuần đầu tiên ra mắt.